# Télescope Korsch

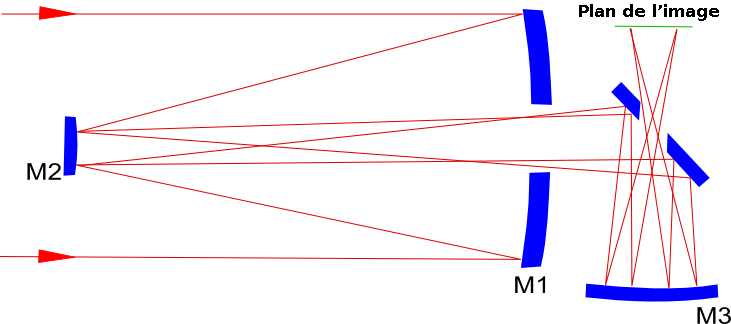
Chemin optique d'un télescope Korsch : miroirs primaires (M1), secondaire (M2) et tertiaire (M3).

Un télescope Korsch est un télescope de type Cassegrain comportant trois miroirs qui présente l'avantage de limiter la quantité de lumière parasite et de former une image plate sur le détecteur. Ce type de montage optique est utilisé par les télescopes spatiaux James Webb et Euclid ainsi que par certains satellites d'observation de la Terre.